# ルドルフ・デ・ヨンフ
ルドルフ・デ・ヨンフ（Ludolf Leendertsz. de Jongh、1616年 - 1679年）は、オランダ黄金時代の画家の一人である。主にロッテルダムで活動し、風俗画、肖像画、風景画を描いた。名前は「Leuff」や「Lieve」ともされることがあり、姓の綴りは「Jong」とされることがある。

## 略歴
現在はロッテルダムの一部であるGeschiedenis van Overschieで生まれた。父親は靴職人で宿屋も営んでいた。19世紀のジャン＝バティスト・デカン(Jean-Baptiste Descamps)らの「Vie des peintres flamands et hollandais（フランドルとオランダの画家の生涯）」によれば、父親は仕事を継いでくれることを望んでいたが、いくつかの靴を駄目にしてしまった後、画家になる決心をしたとされる。アルノルト・ホウブラーケンによれば、ロッテルダムでコルネリス・サフトレーフェンに学び、デルフトでアントニー・パラメデスゾーン（Anthonie Palamedesz.）に学び、ユトレヒトでヤン・ファン・ベイレルト(Jan van Bijlert)に学んだとされる。19歳の1635年にフランスに出て7年間修業を続け、母親の病気が悪くなったために故郷に戻った。
ロッテルダムに戻った後、1646年に地元の有力者の娘と結婚した。妻の姉妹は画家のDirck Wijntrackと結婚した。義理の父親の影響で、ロッテルダムの自警民兵団(Schutterij)の将校に任じられた。
残されている最初期の肖像画、風俗画には、アントニー・パラメデスゾーンの影響を示しているが、その後、ヤン・ファン・ベイレルトやユトレヒト・カラヴァッジョ派と呼ばれる画家たちの影響が見られるようになる。1650年から1660年の間にはロッテルダムを代表する画家になり、若いころのピーテル・デ・ホーホにも影響を与えたとされる。1660年代から、自警民兵団の職務などで多忙になったか、別の商売を始めたためかで、描かれる絵の数は減少した。
当時の他のオランダの多くの画家と異なり、広いジャンルの作品を描き、そのスタイルも変遷し、作品に署名しなかったこともあってデ・ヨンフの作品とする判定は難しいものになっている。

## 作品

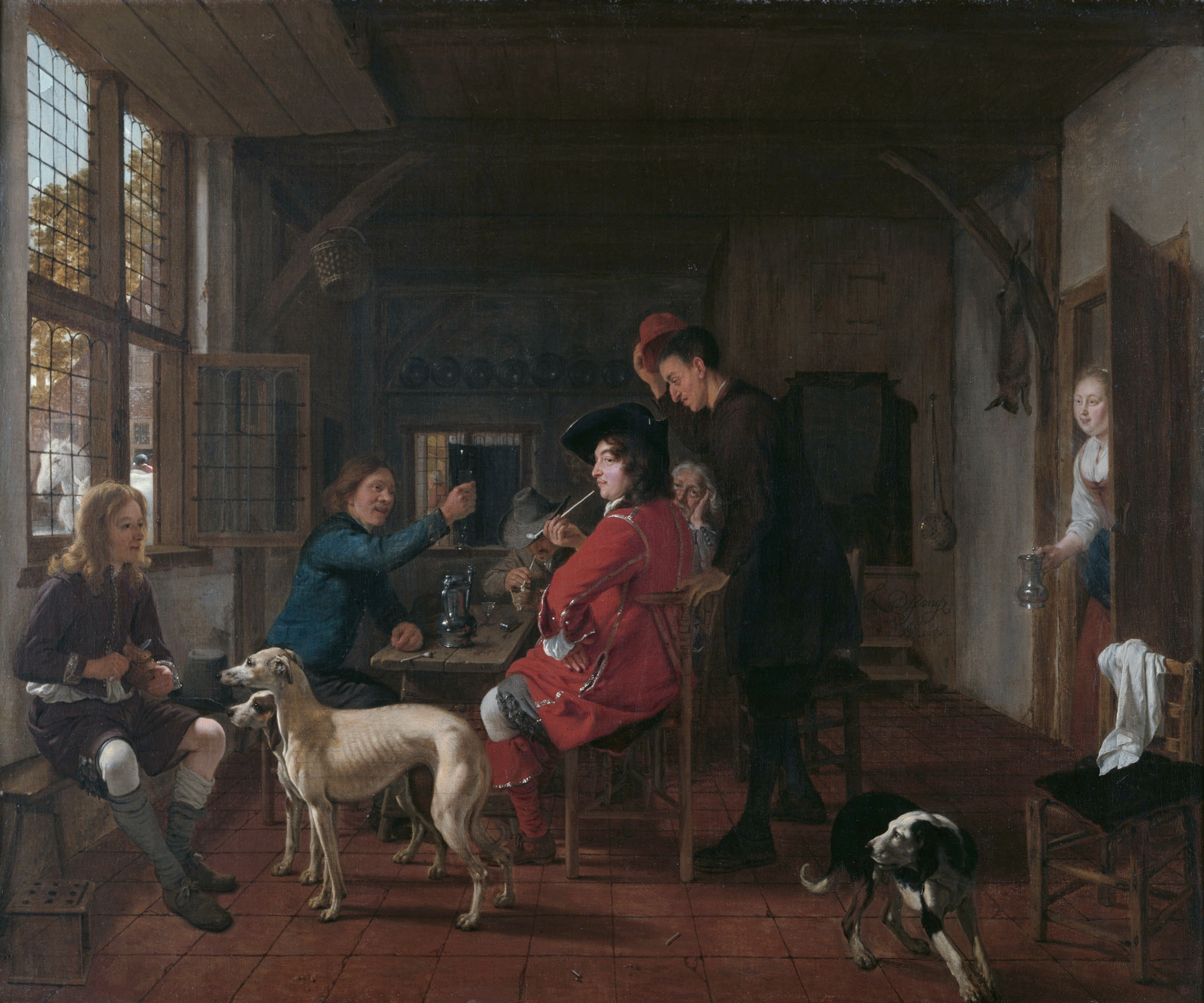
猟師たちが寛ぐ旅籠 (1658) フローニンゲン美術館 蔵
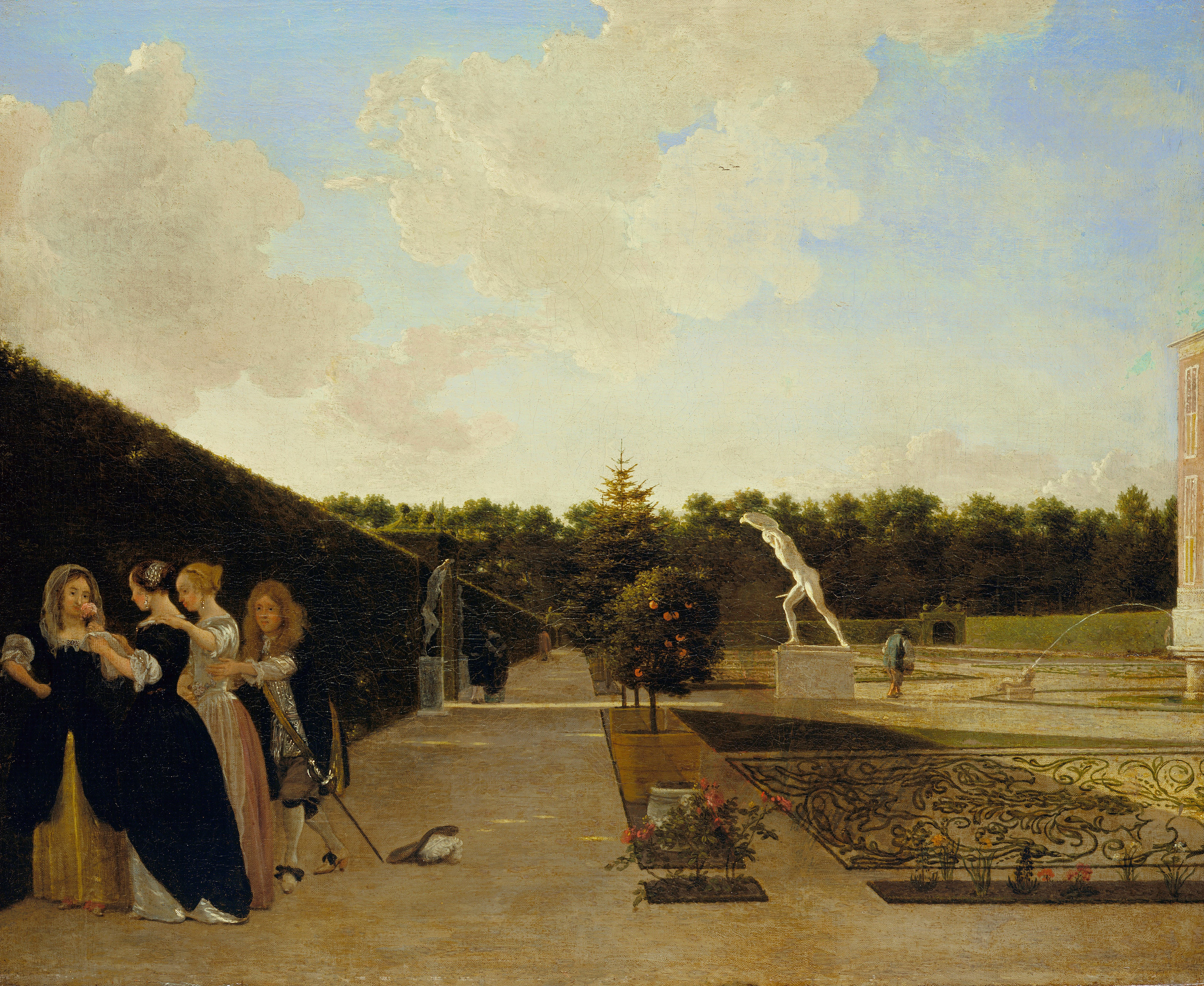
庭園の情景(1676) プリンストン大学美術館蔵
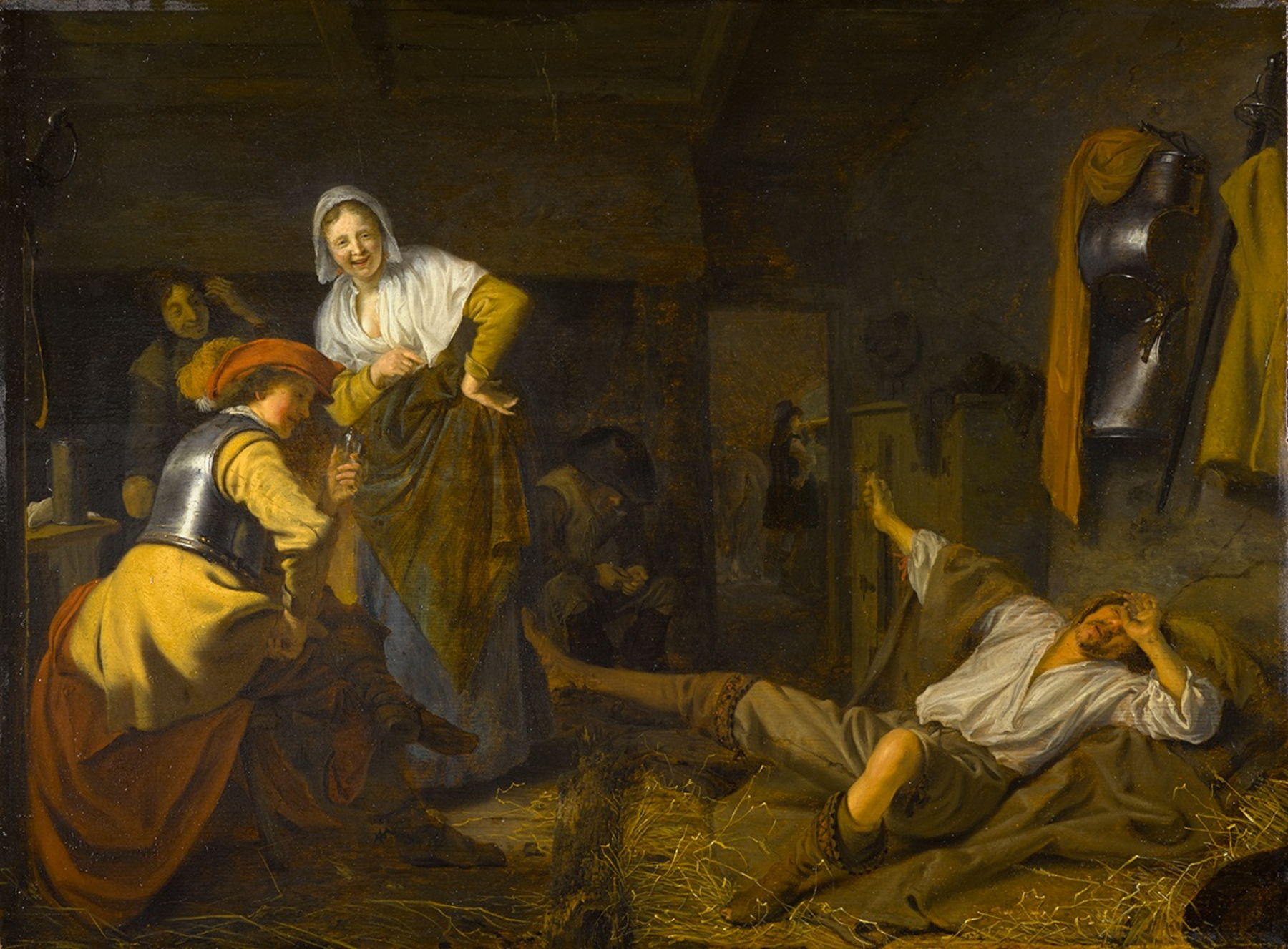
起床する兵士たちのいる室内(1653) ノースカロライナ美術館蔵

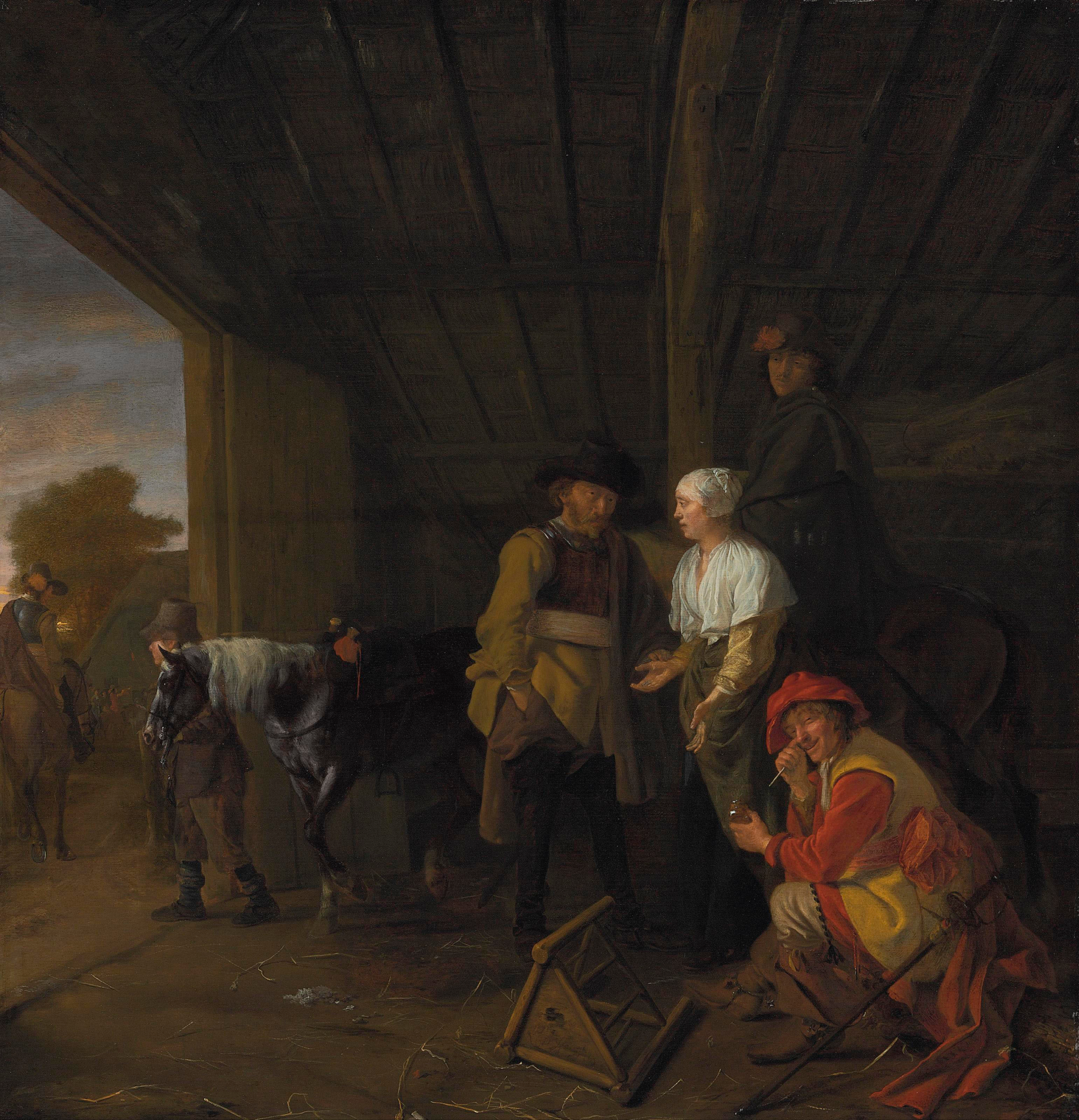
馬小屋にいる女性に声をかける兵士たち
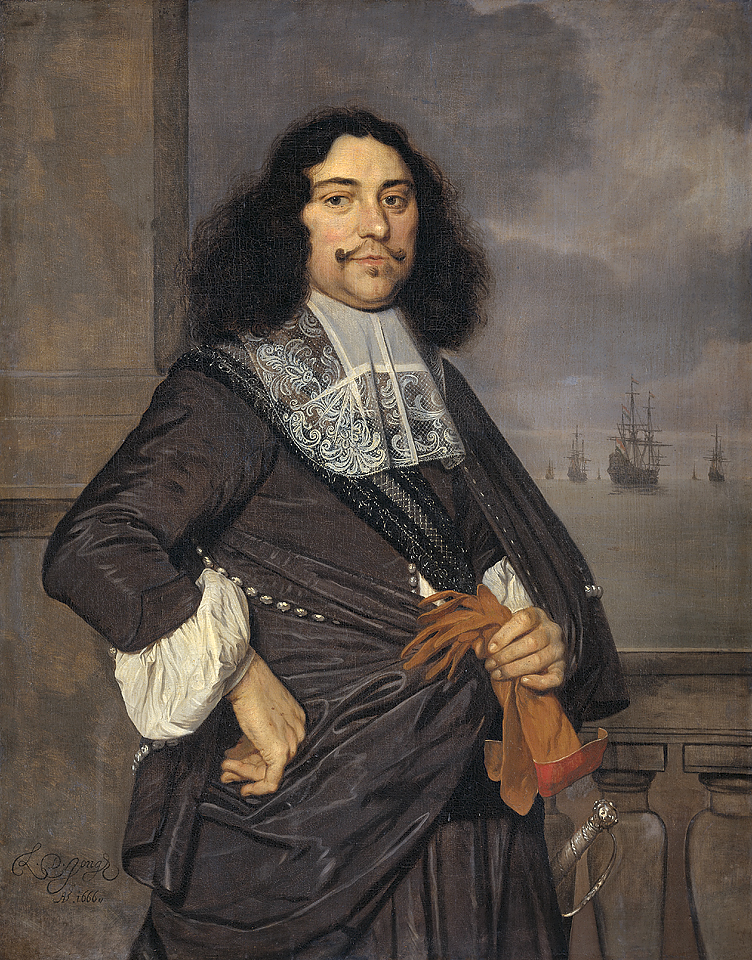
肖像画) アムステルダム国立美術館蔵
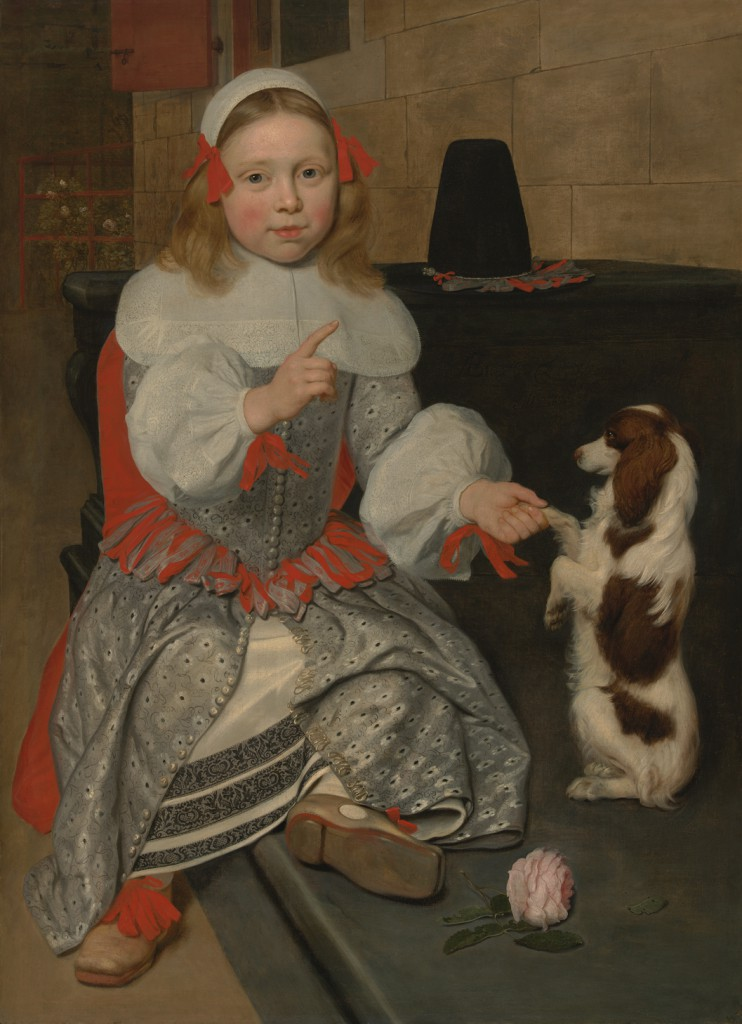
犬をしつける少年
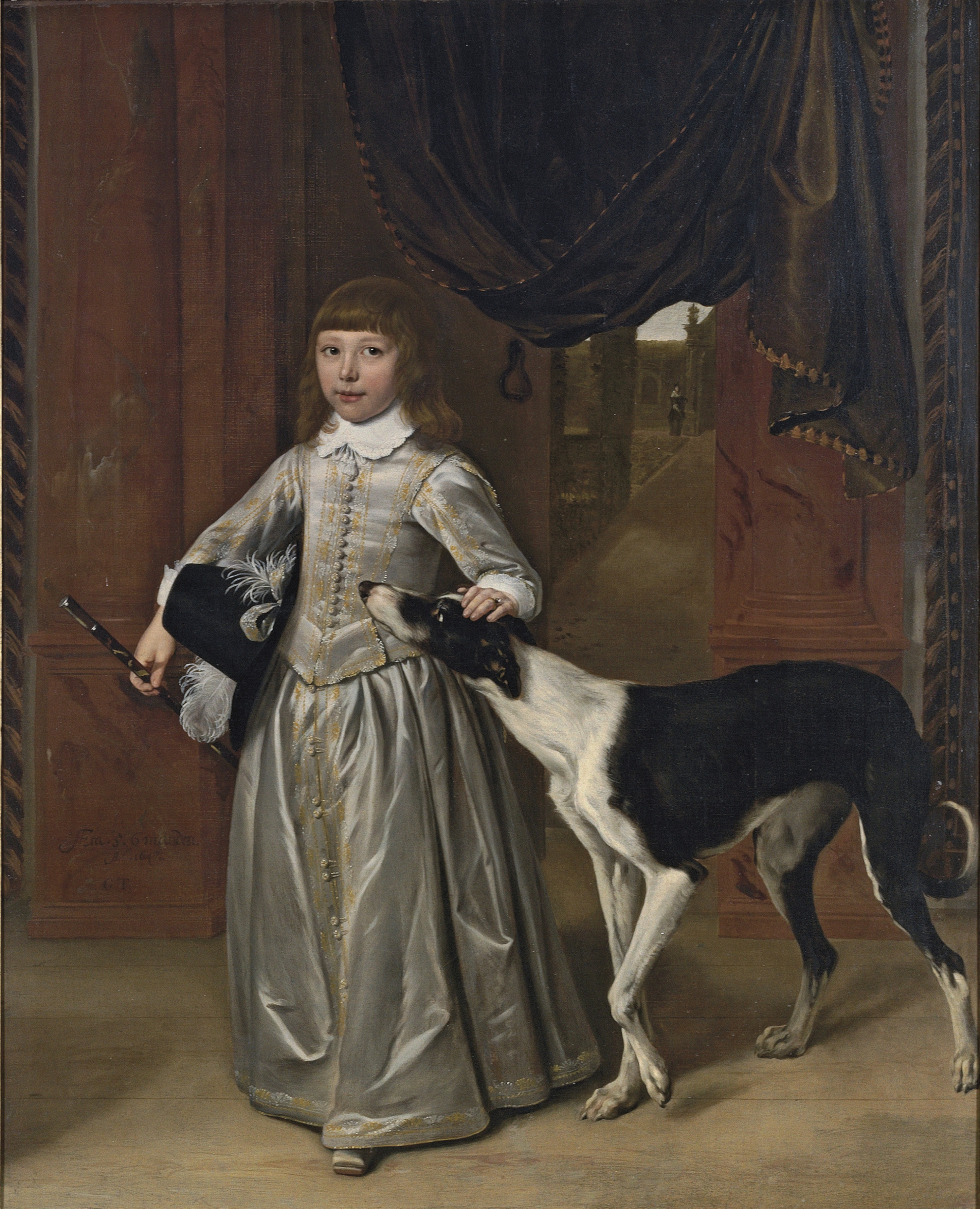
犬を連れた少年